# 東芝コンシューマエレクトロニクス・ホールディングス
東芝コンシューマエレクトロニクス・ホールディングス株式会社は、かつて存在した家庭電器部門（白物家電）を統括する東芝のグループ企業（中間持株会社）。主に家庭電器部門の関連会社との事業戦略策定、事業運営の指導・管理・支援を行っていた。
2013年10月に東芝グループの組織再編が行われ、部門統括会社としての機能を停止。2014年1月に東芝へ吸収合併された。

## 概要
かつては、東芝コンシューママーケティング（初代TCM）が家電事業部・電池事業部・販売本部機能を持つ社内カンパニー（東芝コンシューマフィールドマーケティング社）の3つを担っていた。2008年4月1日、東芝の家電事業体制が刷新され、初代TCMが東芝の家電事業部門の統括会社として現社名に商号変更。初代TCMの家電事業部と電池事業部は、白物家電の製造を行っていた東芝家電製造と統合し「東芝ホームアプライアンス株式会社」に、初代TCMの販売本部機能であった社内カンパニーと国内の営業部門を行っていた東芝エルイーマーケティングが一体化し、「東芝コンシューママーケティング株式会社（2代目TCM）」となった。
2013年10月1日、東芝はグループ事業を再編。従来、家庭機器事業グループとしていた東芝ホームアプライアンス・東芝ライテック・東芝キヤリアを、東芝ホームアプライアンスはライフスタイル事業グループに、東芝ライテック及び東芝キヤリアはコミュニティ・ソリューション事業グループに属することとした。これに伴い、当社は部門統括会社としての機能を失い、事業を停止。2014年1月1日に東芝へ吸収合併された。なお、当社の主要子会社だった東芝ホームアプライアンスは、2014年4月に東芝の社内カンパニーであるデジタルプロダクツ&サービス社の映像事業を譲受して統合し、東芝ライフスタイル株式会社が発足した。
なお、東芝では生活家電のコンセプトとして、2007年10月から「ecoスタイル」を提唱し、イメージキャラクターとして阿部寛・天海祐希を起用していた。当社は生活家電部門の統括会社であるため、「ecoスタイル」のイメージキャラクターである阿部・天海が当社ホームページにも登場していた。

## 沿革
- 2008年4月  - 東芝コンシューママーケティング株式会社から商号変更し、部門統括会社（中間持株会社）に移行。
- 2013年10月 - 部門統括会社としての事業を停止。
- 2014年1月 - 東芝へ吸収合併。

## 関係会社
- 東芝ホームアプライアンス株式会社 - 現・東芝ライフスタイル。
- 東芝ライテック株式会社
- 東芝キヤリア株式会社
- 東芝コンシューママーケティング株式会社

### 過去の関係会社
- 東芝機器株式会社 - 2011年3月解散。